# Козловий кран

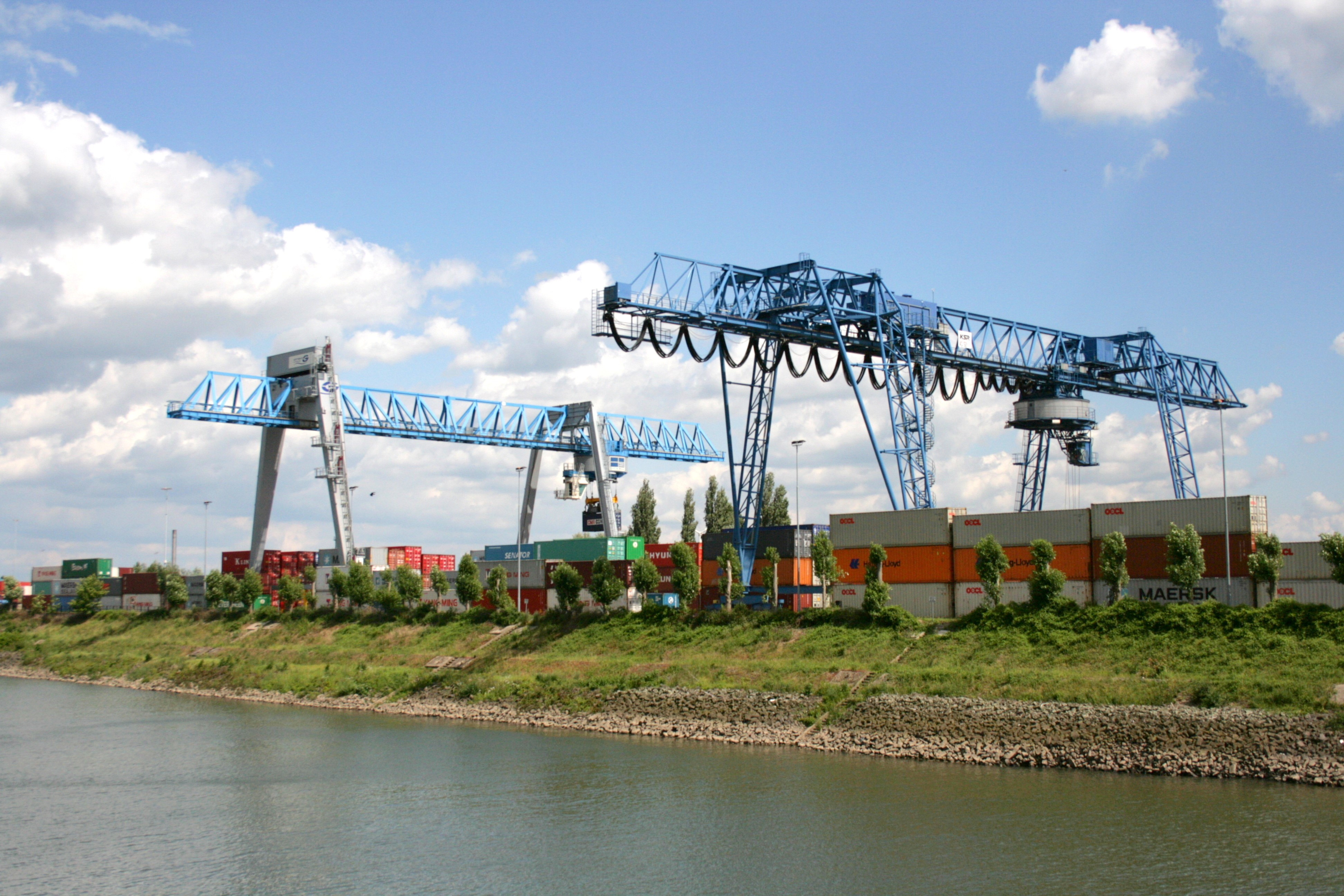
Козлові крани, Німеччина

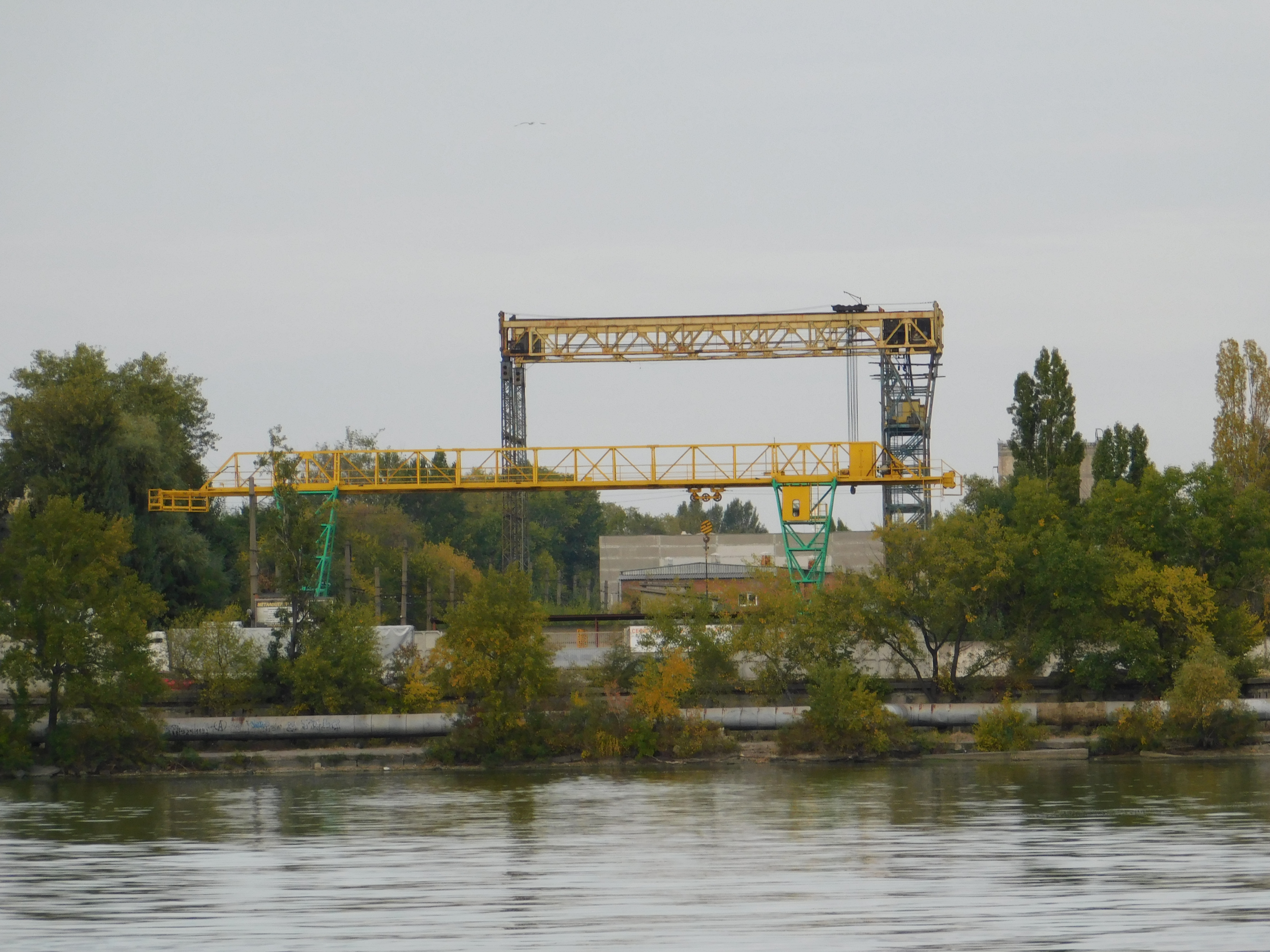
Козлові крани, Україна

Козловий кран — кран, підйомне обладнання мостового типу. Несучі елементи кріпляться на чотирьох опорах, які дещо схожі на ноги тварини, звідки й назва цього типу кранів.
Залежно від конструкції моста козловий кран може бути одно- чи двобалочним. Є моделі з одними або з двома підйомними механізмами які зазвичай мають різну вантажопідйомність з чітким розподілом на підйомників на основний та допоміжний.
Довжина прольоту козлових кранів загального призначення зазвичай складають від 4 до 40 м, а у кранів, призначених для обслуговування суднобудівних стапелів, проліт може досягати 170 м. Вантажопідйомність при обслуговуванні гідроелектростанцій і стапелів досягає 400 або 800 т (в окремих випадках 1600 т).
Відповідно до загальноприйнятої класифікації козлові крани бувають:
- загального призначення — двохконсольні, гакові, електричні (вантажопідйомність 3,2–50 т, проліт 10–40 м, висота підйому залежно від умов навантаження-розвантаження 7–16 м);
- спеціального призначення — для робіт на гідротехнічних спорудах, довгорозмірних вантажів тощо;
- перевантажувальні;
- монтажно-будівельні (вантажопідйомність 300—400 т, проліт 60–80 м, висота підйому 20–30 м).

Козлові крани застосовуються для обслуговування складських майданчиків і приміщень, вантажно-розвантажувальних та будівельних робіт, навантаження великих контейнерів тощо. Вони встановлюються на відкритих складських та монтажно-будівельних майданчиках. Управління краном здійснюється з кабіни або з підлоги за допомогою кнопкового пульта. Рухаються козлові крани по рейкових коліях, які монтуються спеціально для них і мають вигляд рейок.
Окрім великих існують також легкі козлові крани. Вони застосовуються в основному при ремонті автомобілів, при вантажно-розвантажувальних роботах невеликого обсягу. Легкі козлові крани мають електричні або ручні механізми підйому. Розміри і параметри легких козлових кранів визначаються відповідно до технічного завдання.